# Allocasuarina paludosa
Allocasuarina paludosa là một loài thực vật có hoa trong họ Casuarinaceae. Loài này được (Sieber ex Spreng.) L.A.S.Johnson mô tả khoa học đầu tiên năm 1982.

## Hình ảnh

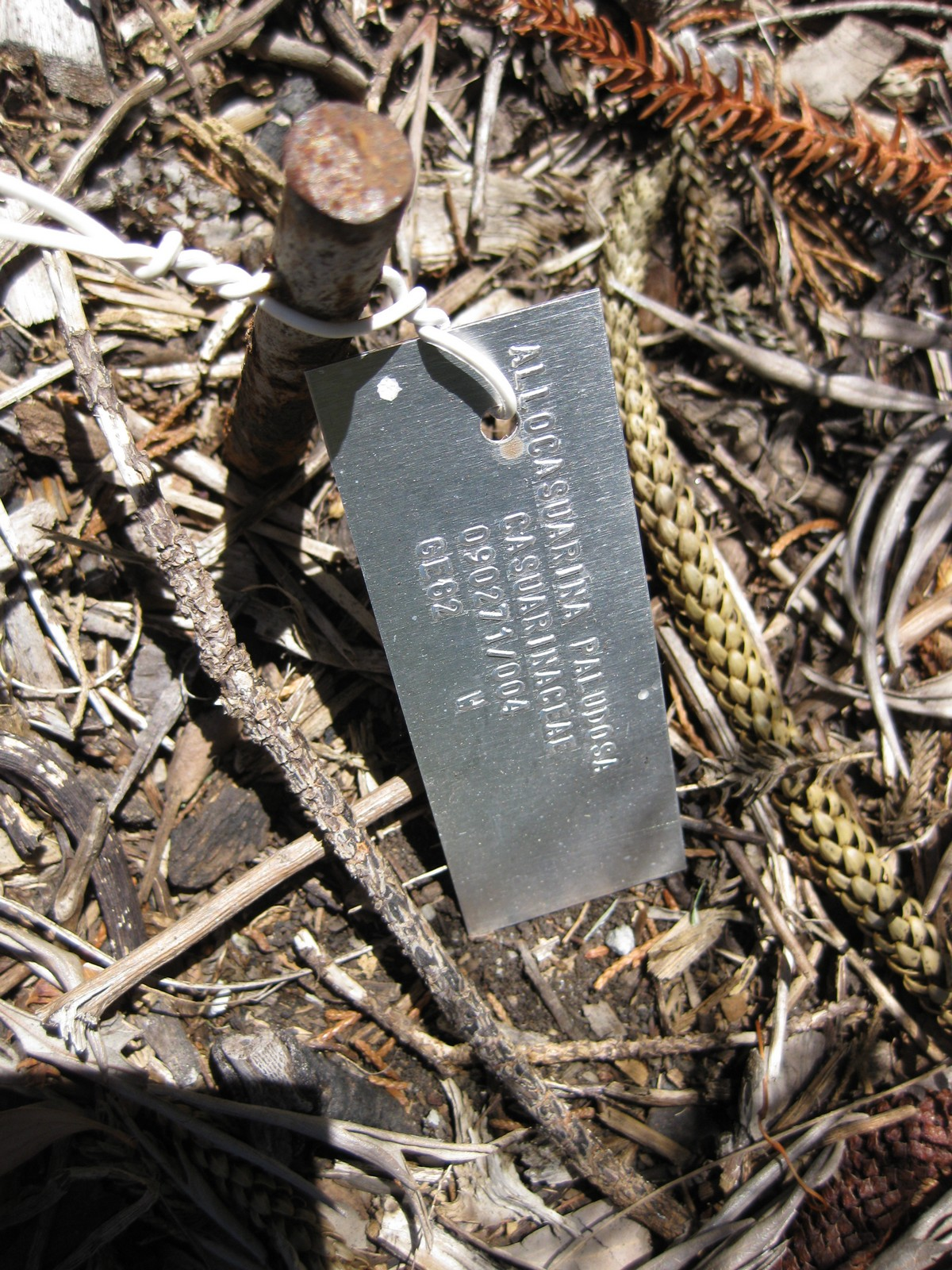